# Carrozze FS tipo 1933 e tipo 1937
Le carrozze "tipo 1933" e "tipo 1937" delle Ferrovie dello Stato erano una serie di carrozze passeggeri a carrelli, costruite per l'impiego su treni a lunga percorrenza nazionali e internazionali.

## Storia
Le carrozze "tipo 1933" furono progettate come evoluzione delle "tipo 1931", di cui vennero modificate la lunghezza e il sistema di riscaldamento, per consentirne l'impiego in servizio internazionale.
Le carrozze, miste di I, II e III classe, entrarono in servizio nel 1937–38, e furono classificate nella serie ABCz 61.000.
Pochi anni dopo, nel 1936–37, furono progettate altre versioni, che andarono a costituire il "tipo 1937": le ABz 52.000, di I e II classe, e le Cz 32.000, di sola III classe. Tali carrozze entrarono in servizio nel 1938–40.
Complessivamente, la serie ABCz 61.000 si componeva di 30 unità (ABCz 61.000–029), la ABz 52.000 di 150 unità (ABz 52.000–149) e la Cz 32.000 di ben 750 unità (Cz 32.000–749). In seguito ai danni della seconda guerra mondiale andarono disperse circa 35 ABz e 150 Cz.
Le Cz (dal 1956, in seguito all'abolizione della III classe, divenute Bz) rimasero in servizio sui treni internazionali fino agli inizi degli anni settanta quando, sostituite dalle più moderne UIC-X, furono relegate ai servizi interni, diretti e locali, insieme alle carrozze di classe superiore.
Tutte vennero ritirate dal servizio alla fine degli anni ottanta. Attualmente sono conservate per treni storici quattro Cz 32.000; una ABCz 61.000, radiata dal parco FS, è conservata dal Museo Ferroviario Piemontese di Savigliano in attesa di restauro.

## Livrea
Quasi tutte le carrozze rivestirono fin dall'origine l'allora nuova livrea castano-isabella; solo le prime ABCz 61.000 uscirono di fabbrica con la vecchia livrea verde vagone.
In seguito, analogamente alle altre carrozze del parco FS, rivestirono la livrea interamente castano, per terminare la loro carriera in grigio ardesia.

## Unità speciali
Due unità Cz furono allestite in fabbrica come carrozze ristoro Cz 401 e 402, e poste in composizione ai "treni popolari". Furono trasformate in carrozze ordinarie nel 1953.

## Riproduzioni modellistiche
Le carrozze "tipo 1933" e "tipo 1937" sono state riprodotte in scala H0 dalla ACME. Le 1937 sono riprodotte in scala N dalla ditta Locomodels.